# بوسی (فریبورگ)
بوسی (به لاتین: Bussy) یک بخش‌های سوئیس و بخش و منطقه مسکونی در سوئیس است که در کانتون فریبورگ واقع شده‌است. بوسی ۴۸۳ نفر جمعیت دارد.